# 自然史博物馆 (维也纳)

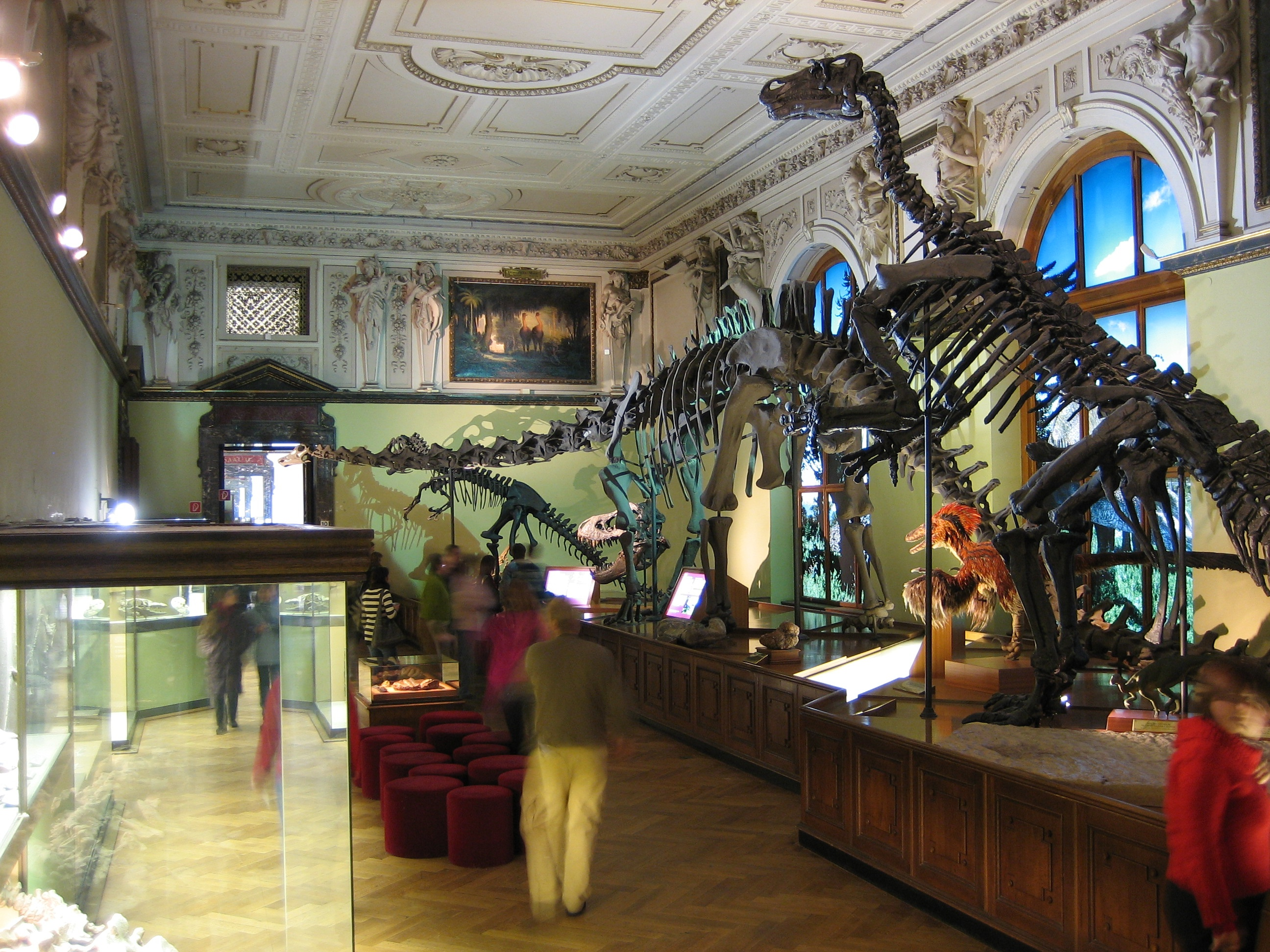
自然史博物馆

自然史博物馆（Naturhistorisches Museum）是奥地利维也纳的一座大型博物馆，創立於1807年。
展出空间达到8700平方米，是世界级的重要博物馆之一。截至2006年，2000万件物品受到科学维护。
博物馆的主体建筑是一个装饰华丽的宫殿，收藏的藏品自1889年启用以来不断增加。其中一些藏品来自更为老旧的建筑物，例如奥地利国家图书馆。
该馆著名的展品，包括有25000年历史的维伦多尔夫的维纳斯，梁龙的骨架，以及2亿年前灭绝的动植物标本，有39个展厅同时展出。。

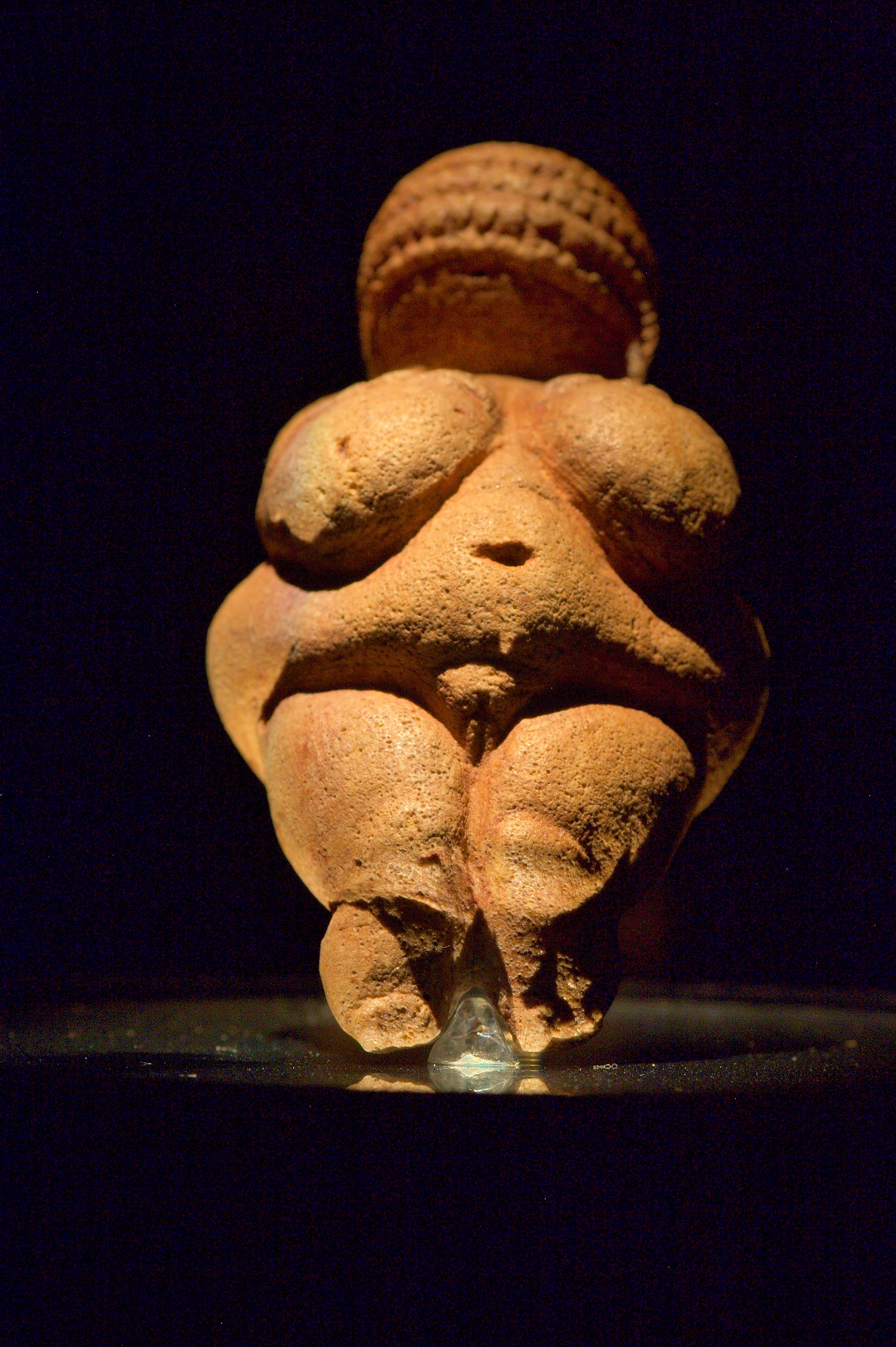
维伦多尔夫的维纳斯